# 凌桥水厂
31°22′6″N 121°31′43″E / 31.36833°N 121.52861°E
凌桥水厂是上海市浦东新区北部的一座自来水厂，目前采用青草沙水库原水，主要保障浦东北部和外高桥保税区的自来水供应。在水厂建设初期，为募集资金，曾成立股份制公司上海凌桥自来水股份有限公司，1994年在上海证券交易所挂牌，股票代码600834，简称凌桥股份。2000年至2001年间，经过一系列运作，凌桥股份将水厂售出，购入地铁公司相关资产，更名为申通地铁股份公司，申通地铁由此实现“借壳上市”。凌桥水厂则成为上海市自来水浦东有限公司（今名上海浦东威立雅自来水有限公司）的资产。

## 初建
凌桥水厂是为外高桥保税区供应自来水的主要水厂，项目1991年8月由上海市自来水公司上报项目建议书，1992年1月上海市政工程设计院完成可行性报告:凌桥水厂。然而此时自来水公司除了凌桥水厂任务之外，还同时急需建设黄浦江上游引水工程和长江水源工程两个项目，建设资金存在大量缺口。恰逢同年5月15日，国家体改委、国家计委等多部门印发《股份制企业试点办法》，18日上海市政府跟进颁布《上海市股份有限公司暂行规定》。市建委和市公用局遂决定将上述三个工程从自来水公司中切分，两个水源项目成立股份制公司“原水供应股份有限公司”（600649，今城投控股），凌桥水厂项目成立“凌桥自来水股份有限公司”，通过公开发行股票募集建设资金。6月，凌桥股份获得全部所需批复，成功进入股票一级市场公开募股集资。凌桥水厂项目同时也获得了2500万美元的西班牙政府贷款。
1993年初，凌桥水厂一期工程开工，投资2.2亿元人民币，设计供水规模每日20万立方米，同年12月半数投产，1994年6月一期完工。1995年8月，二期工程动工，投资1.4亿元人民币，形成与一期工程平行的第二条处理线，至1996年6月17日整座水厂全部完工投产，占地面积46434平方米，建筑面积45680平方米，绿化面积7870平方米，沉淀池面积10560平方米。水厂主要设备均从国外进口，采用“V”型滤池，气水反冲工艺，总共可达到每日40万立方米规模，不仅满足浦东用水需求，还可向浦西提供部分自来水。当时凌桥水厂使用陈行水库水源:凌桥水厂。

## 资产变动

### 原水股份
1999年12月15日，原水股份与凌桥股份发布联合公告，宣布双方已经开启合并磋商。此事若最终成功，将成为中国内地自建立股票市场以来，第一起上市公司之间的合并案，因而受到整个证券市场极大关注。由于两家公司均为上海自来水公司控股，合并案成为关联交易，大股东作为关联方必须回避，流通股虽然持股比例不大，在此案表决反而成为关键因素。然而两司的股价与净资产比例存在较大差异（1999年凌桥公司每股净资产1.84元，原水公司每股净资产2.57元:股份制公司），经过多次磋商均无法达成合理的换股方案，此案最终未能成功，2000年上半年宣布取消。虽然合并取消，城投总公司仍然将部分国有股划转至原水股份，使之成为凌桥股份第二大股东。

### 申通地铁
原、凌合并取消后，凌桥股份先后购入多家自来水以外企业的股权，当年9月又购入上海东方交通卡公司（上海公共交通卡的运营公司）两千余万元股权，外界预测凌桥股份可能将调整其产业结构。至当年年底，正式明确申通地铁入主凌桥股份、凌桥股份收购地铁资产，为申通地铁“借壳上市”。2001年1月10日、11日，凌桥股份卷入亿安事件，股价暴跌。6月29日，凌桥股份正式更名为上海申通地铁股份有限公司，原城投持有的国有股划转至申通集团，购入地铁公司相关资产，将水厂出售予上海市自来水浦东有限公司。

## 水厂更新
2010年，凌桥水厂的消毒工艺升级换代，废除原有的氯气、氨气消毒剂并拆除对应设备，以计量泵投放次氯酸钠、硫酸铵代替，改造后消毒剂剂量可根据原水水质精确调节。2011年，随着青草沙水库建成，上海多座水厂均开始切换至青草沙水库原水，经过进水管道改造后，凌桥水厂于4月25日中午正式将主要水源切换至青草沙水库。此次改造中，原进水管道由一路增加至两路，并将原有德国进口VAG阀更换为调流阀，陈行水库一路作为备用。2020年12月起，凌桥水厂启动深度处理改造，通过臭氧-生物活性碳吸附工艺进一步提高出水的水质，改善出水气味，2023年4月完工并网。